# Edward Tuẫn đạo
Tuẫn giáo vương Edward (tiếng Anh cổ: Eadweard, phát âm là æːɑdweɑrd; c. 962 - 18 tháng 3 năm 978) là Vua Anh từ năm 975 cho đến khi ông bị sát hại vào năm 978. Edward là con trai cả của vua Edgar Hoà bình. Về cái chết của Edgar, sự lãnh đạo của nước Anh đã bị tranh giành, với một số người ủng hộ Edward tuyên bố trở thành vua và những người khác ủng hộ người anh em cùng cha khác mẹ của mình, Æthelred Không sẵn sàng, được công nhận là con trai hợp pháp của Edgar. Edward được chọn làm vua và được trao vương miện bởi những người ủng hộ giáo sĩ chính của ông, các tổng giám mục Dunstan xứ Canterbury và Oswald xứ York.
Triều đại ngắn ngủi của Edward đã bị chấm dứt bởi việc ông bị sát hại tại lâu đài Corfe năm 979 trong hoàn cảnh không hoàn toàn rõ ràng. Thi hài của ông được cải táng bằng nghi lễ lớn tại Tu viện Shaftesbury vào đầu năm 979. Năm 1001 hài cốt của Edward được chuyển đến một nơi nổi bật hơn trong tu viện, có lẽ là với sự ban phước của vua anh em cùng cha khác mẹ của ông Æthelred. Edward đã được coi là một vị thánh vào thời điểm này.

## Trị vì
Sau khi ghi lại sự kế vị của Edward, Biên niên sử Anglo-Saxon ghi rằng một sao chổi đã xuất hiện, và nạn đói và "rối loạn đa dạng" đã xảy ra. "Rối loạn đa dạng", đôi khi được gọi là phản ứng chống tu sĩ, dường như đã bắt đầu ngay sau cái chết của Edgar.
Rất ít điều lệ tồn tại từ triều đại của Edward, có lẽ chỉ có ba, khiến cho triều đại ngắn ngủi của Edward bị che khuất. Ngược lại, nhiều điều lệ sống sót từ triều đại của cha Edgar và anh trai cùng cha khác mẹ Æthelred. Tất cả các điều lệ của Edward còn sót lại liên quan đến trái tim hoàng gia của Wessex; hai thỏa thuận với Crediton nơi cựu gia sư Sideman của Edward là giám mục. Trong triều đại của Edgar, những đồng xu chết chỉ được cắt tại Winchester và được phân phối từ đó đến các xưởng đúc tiền khác trên khắp vương quốc. Ấn tượng chung là về việc giảm hoặc phá vỡ chính quyền hoàng gia ở vùng trung du và phía bắc. Bộ máy của chính phủ tiếp tục hoạt động, khi các hội đồng và hội đồng gặp nhau như thường lệ trong triều đại của Edward, tại Kirtlington ở Oxfordshire sau lễ Phục sinh 977, và một lần nữa tại Calne ở Wiltshire năm sau đó. Trong cuộc họp tại Calne, một số ủy viên hội đồng đã bị giết và những người khác bị thương do sự sụp đổ của sàn phòng của họ.

## Cái chết
Phiên bản của Biên niên sử Anglo-Saxon chứa các hồ sơ tài khoản chi tiết nhất mà Edward đã bị sát hại vào tối ngày 18 tháng 3 năm 979, trong khi đi thăm Ælfthryth và Æthelred, có lẽ tại hoặc gần gò đất mà tàn tích của lâu đài Corfe hiện đang tồn tại. Nó nói thêm rằng ông đã được chôn cất tại Wareham "mà không có bất kỳ danh dự hoàng gia nào". Trong những nguồn tin ban đầu khác, cuộc đời của Oswald xứ Worcester, được quy cho Byrhtferth của Ramsey, nói thêm rằng Edward đã bị giết bởi các cố vấn của Æthelred, người đã tấn công ông khi ông ngã ngựa. Nó đồng ý rằng ông đã được chôn cất mà không có lễ tang tại Wareham.